# Pirkko Työläjärvi
Pour les articles homonymes, voir Pirkko.
Pirkko Annikki Työläjärvi (née Salo le 8 septembre 1938 à Jämsä) est une femme politique finlandaise,,. 

## Carrière politique
Pirkko Työläjärvi est députée du Parti social-démocrate de Finlande pour la Circonscription du nord du comté de Turku du 22 janvier 1972 au 31 août 1985.
De 1983 à 1985, elle est vice-présidente du parlement.
Pirkko Työläjärvi est vice-ministre des Affaires sociales et de la Santé  du gouvernement Miettunen II (30.11.1975–28.09.1976), ministre des Affaires sociales du gouvernement Sorsa II (15.05.1977–25.05.1979), vice-ministre des Finances du gouvernement Koivisto II (26.05.1979–30.06.1981) et ministre du Commerce et de l'Industrie du gouvernement Koivisto II (01.07.1981–18.02.1982).